# 札幌市営バス

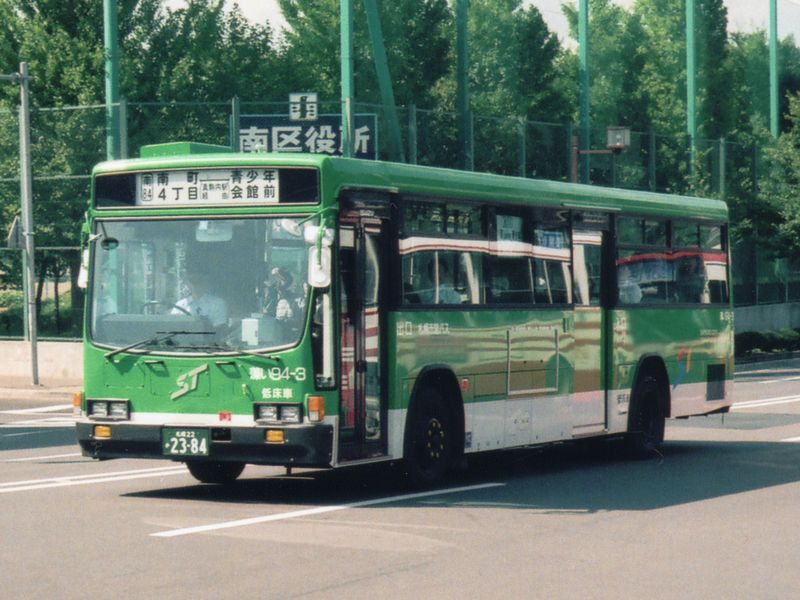
札幌市営バス・大型路線車
新CI導入後、最終期のディーゼル車の塗色

札幌市営バス（さっぽろしえいバス）は、札幌市交通局が1930年（昭和5年）から2004年（平成16年）3月31日まで運営していた公営バス。

## 概要

### 誕生
1929年（昭和4年）9月30日の札幌市議会において、バスで電車の収入を補う考えはないか、将来の電車事業のためにバスを市営とする必要があるのではないか、という質問が出された。これに対し市側からは、相当に関心を持っており、将来的には市営バス事業を行うつもりであることが表明され、12月に、6路線が提案され議論、電車との関係や民営バスとの関係などについての質疑の後、可決された。
1930年（昭和5年）1月の議会で運転計画案が公表され、1月11日道庁長官に許可稟請し、3月ごろから道庁警察部保安課で調査を行った。
この動きに対して、札幌乗合自動車株式会社から反対の陳情書が提出された。保安部では市営バスと私営バス双方に不利にならないようにという方針で鉄道省との協議の後、一部市営バス路線の変更を求め、10月2日に免許の指令があり、10月24日に営業を開始した。
当初の路線は
第1号線(山鼻西線)北4西4～西11～南21西13
第2号線(山鼻東線)北4西4～中島遊園地～南21西13
第3号線(1条橋大学線)南1東6～北15西4
営業距離は14.744kmであった。
1931年7月23日には第4号路線、札幌駅～苗穂駅が営業を開始した。1932年2月1日からは第3，4号線を延長した。

### 札幌乗合自動車株式会社の買収
札幌乗合自動車は射羽定次郎が、1927年井高虎之助名儀で自動車旅客輸送事業の認可を申請し、1928年7月認可を得た。路線は電車路線の分布を考えて札幌駅を基点とし、山鼻・中島・元村の3路線13kmを選び、 新車三輌で同年10月13日から運転を開始した。1929年には札幌乗合自動車株式会社に改組し、1930年8月に北4西4～札幌村役場前、札幌駅～中島公園入口、北1西4～南14西13の路線認可を受け、9月には南14～西8～西9～西13、南大通西3～南1西2～北4東1、札幌駅前～大学病院前～北8東1の路線延長が認可された。この路線延長は、札幌市営の電車・バスと競合するようになった。そのため市営電車やバスの赤字経営の大きな要因となり、1932年3月の市議会で、バス会社買収へ向けて動き出した。そのために電気軌道委員規定を設定し、委員を選出した。28日委員会の初会合があり、札幌乗合自動車の買収が満場一致で決定した。5月24日の第2回委員会では、資産評価を行った。そこで買収の評価については、価格の問題で折り合わず、長引いた電車の時の轍を踏まないように、市長案を示さず、委員らが独自で調査決定して、市長案と突き合わせて最終案とすることにした。12月16日、買収価格17万円余で事業とそれに伴う権利、営業施設物件の一切を買収する仮契約が成立し、1933年3月28日、引継を終了した。札幌乗合自動車は青バスとして市民に親しまれていた。
その後、経営者の安井一夫は1934年（昭和9年）に札幌乗合自動車を売却した資金で夕張乗合自動車の代表取締役になり、同時に商号を夕張バスに改称した。
買収した路線は、
北4西4札幌駅前～札幌村役場～北3東15省線雁来踏切
北3東13苗穂駅前～省線雁来踏切～札幌刑務所前
北4西4～五番館前～北1西3～中島橋～南14西13札幌工業学校横
北1西4～北1西13～南14西13札幌工業学校横
南大通西3～南大通西2～北4東1鉄道病院横
南大通西4～南1西2今井呉服店横
北4西4札幌駅前～北8西4~北16束1～北8東1帝国製麻会社横
北14西4～北14西5大学病院通用門前
南11西13札幌工業学校横～八垂別八号沢入口
北1西13～上手稲右股左股分岐点
10路線、延長33.76kmであった。
買収路線を含めて整理し、
山鼻11丁目線 北4西4～西11～南21西13
中島循環線 北4西13～北4西4
石狩線 北4西4～石狩街道～藤高女前～北15西4
元村線 北4西4～石狩街道北8条～北10東7
琴似線 南1西2～二十四軒
大学病院豊平線 北15西4～白石２-２
の6路線、27.951kmとなった。この後1935年度に八垂別線 北4西4～真駒内460番地 が増設、山鼻11丁目線と中島循環線を統合し、山鼻循環線が新設され、既存路線の延長や路線変更と停留所の増設が行われた。

### 戦中・戦後の混乱
しかし、1937年(昭和12年)の日中戦争勃発により、バス路線の廃止や減車、ガソリン車に代わって木炭車の運転を始めた。その後は路線やバス台数の縮減や営業時間の短縮により、市民の足に大きな影響を及ぼした。
1948年（昭和23年）に戦争中から休止していた市営バスのオイラン淵（現 藻南公園）までの路線を石山まで延長して復活させることになった。定山渓鉄道では定山渓までバス路線の復活を計画。中央バスが札幌駅前～石山～月寒の環状線を計画し、石山までの路線争奪戦が起こった。また交通局では市バスの三年拡充計画をたてて、市内路線と郊外路線を大幅に増やす計画をたてた。
このような路線増設の動きは、札幌市の人口急増や隣接町村の合併、郊外への住宅団地造成などで市街地が拡大するに従い、市営バス、中央バス、定鉄バス、国鉄バスが、同様な地域への新規路線を計画して競合するようになった。例えば1959年（昭和34年）から造成のはじまった道営真駒内団地では、定鉄バスが札幌駅からの路線を臨時免許で運行をはじめた。それに対し以前から真駒内線を運行していた市営バスは新規二路線を申請、中央バスも路線を計画した。しかしバス会社同士の調整が付かないため路線の認可が下りず、住民が住み始めた真駒内団地ではバス路線増設の計画がありながら、しばらく不便を強いられることになった。同様なことは篠路、南郷、豊平など新たに住宅地となった地域でおこった。また、住民からは、市議会へ請願して早期のバス路線の新設や路線の延長、増便などを要望した。
以来、順調に拡大し、最盛期は市内各方面に路線網を展開していた。

### 地下鉄の開業
地下鉄開通に伴い、バス路線網は都心集中型から地下鉄短絡型へと再編成されていった。
南北線開業時には、経営悪化が予想される定山渓鐡道から路線譲渡の要請を受け、1972年5月1日に市内9路線、バス車両90両、運転士150名その他31名の合わせて181名の人員が札幌市に移譲された。
東西線開業時には中央バスから地下鉄開業に伴う影響に対し、何らかの措置を講じてほしい旨の申し出があった。当初は、定鉄の例も考慮し金銭等による補償を前提としていたが、中央バスは減収分に見合う路線を委譲してもらいたいとしていた。数回の交渉の結果、1980年秋に合意を見るに至った。労働組合との交渉が難航し、地下鉄開業日より遅れたが、1982年6月25日から篠路線、新琴似6条線は中央バスの路線となった。
東豊線開業時には路線再編にあたり、可能な限り最寄りの地下鉄駅に連絡する。地下鉄と近接並行している路線はできる限り整理し、都心部へ直行することが効果的な地域における路線は存続を検討。地域相互間を連絡する路線の検討。地域幹線路線を主体として、近接並行する路線は出来る限り集約するとの方針を決めた。ところが、開業してみると、東豊線は1日乗車人員13万8000人を見込んでいたところ、開業当初は半分にも満たない6万2000人しか利用されず、減少すると予測していた南北線は予測より5万6000人も上回っており、乗客移行が進んでいない状態であった。このような状況の中、1998年1月には再編成により廃止、減便となった路線の復活、増便、新設が求められ、北18条駅を北18条通で結ぶ路線の新設を求める陳情が議会で採択されたが、元町北環状線、北12条駅から東区役所までの路線の復活、北光線の増便は不採択となった。
1994年の東豊線、豊水すすきの〜福住間開業時には中央バスに西岡環状線の移譲、下西岡線、西岡線を共同運行し、下西岡線は３年経過後に移譲。定期観光バスの移譲。付帯事業での協力等を行った。中央バスは市内中心部への乗り入れ便の72%を福住などの地下鉄駅に短縮することになるが、影響額の57%の7億900万円を交通局が補償することになった。
利用客の減少により慢性的な赤字経営が続いていたため、札幌市は「交通事業改革プラン」を策定。2001年4月1日（平成13年）、白石営業所を中央バスへ委譲。市営バス事業からの撤退を正式決定し、2003年（平成15年）琴似営業所をJR北海道バス、藻岩営業所をじょうてつへ。2004年（平成16年）東営業所、新川営業所を中央バスへ、2回に亘って民営バス事業者へ移譲された。
ただし、札幌市営地下鉄との乗継割引制度はそのまま引き継がれた。また、「エコキップ」についても、2010年（平成22年）11月20日限りで廃止されるまで、移譲後の路線でそれまで通り利用可能となっていた。

## 沿革
- 1930年（昭和5年） - 乗合自動車の運行開始。
- 1935年（昭和10年） - 貸切自動車事業開始。
- 1938年（昭和13年） - 木炭バスが登場。
- 1951年（昭和26年） - 定期観光バス運行開始。
- 1958年（昭和33年）頃 - 観光バスにセミステンレスカーを導入。
- 1960年（昭和35年） - 日本初の寝台バスを試験導入。
- 1961年（昭和36年） - ワンマンバス運行開始。
- 1963年（昭和38年） - 琴似営業所で、手稲福井、盤渓、円山方面の新設路線用にマイクロバス（初代三菱ローザ）を導入。
- 1967年（昭和42年）頃 - 11m級・4つ折中扉の大型路線車（全てツーマン）を導入。
- 1971年（昭和46年） - 地下鉄南北線開通に伴い、市電大幅廃止、バス路線の見直しと市電廃止区間で代行バス運転開始。
- 1972年（昭和47年） - 定山渓鉄道（現・じょうてつ）の経営改善に伴い、同社の人員181名、車両90台、豊平区を中心とした9路線を譲受。
- 1973年（昭和48年） - 地下鉄の利用促進とバス路線の見直しを兼ね、指定駅での「乗り継ぎ割り引き」制度を導入。当該路線のバスに「乗り継ぎ券」（磁気券）を常備。
- 1975年（昭和50年） - 50円均一、立ち席不可の「都心循環バス」をマイクロバス（帝国ボディー日野レインボー BM320T）で運行開始。担当は観光営業所。
- 1975年（昭和50年） - 都心循環バスの車両を中型（日野RL300）で立ち席可に変更。中型車と排気ブレーキの導入は共に初。これは乗客が増えたためではなく、冬季や雪どけ時の路面凹凸に対する小型バスの運転のしづらさと乗り心地の悪さから。担当は観光営業所。
- 1977年（昭和52年） - 利用者の少なさから都心循環バスを廃止。
- 1982年（昭和57年） - 地下鉄東西線延伸開業に伴う初の民間バス事業者への補償措置として、新琴似6条線と篠路線の2路線を北海道中央バスに委譲。
- 1989年（平成元年） - 路線バスに冷房車を初導入。
- 1994年（平成6年） - 定期観光バス事業を北海道中央バスに委譲。
- 1998年（平成10年） - 貸切バス事業を廃止。新川自動車営業所完成に伴い、北光自動車営業所が移転。
- 2000年（平成12年）4月1日 - 新川・白石・琴似・藻岩各営業所の一部路線を北海道中央バス、ジェイ・アール北海道バス、じょうてつに移譲。
- 2001年（平成13年） - 北海道初の「CNGノンステップバス」登場。白石自動車営業所を北海道中央バスに委譲。同営業所厚別支所は廃止。
- 2003年（平成15年）4月1日 - 琴似自動車営業所をジェイ・アール北海道バス[新聞 1][新聞 2]、藻岩自動車営業所[新聞 3]をじょうてつに委譲[資料 1]。
- 2004年（平成16年）4月1日 - 東営業所[新聞 4][新聞 5]・新川営業所を北海道中央バスに委譲[資料 1]。札幌市営バスが74年の歴史に幕を閉じた[新聞 6]。
- 2007年（平成19年）7月21日 - 廃止時に保存していたバス2台（東ひ87-41、新い94-6）を交通資料館に移設し「市バス展示室」に保存。

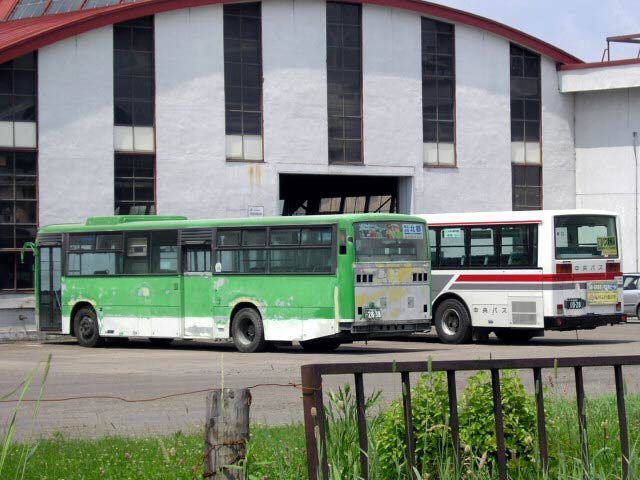
北海道中央バスに移管後、塗り替えを待つ元札幌市営バスの車両（左）(2004年7月)
じょうてつに移管後、塗り替えを待つ元札幌市営バスの車両（左）
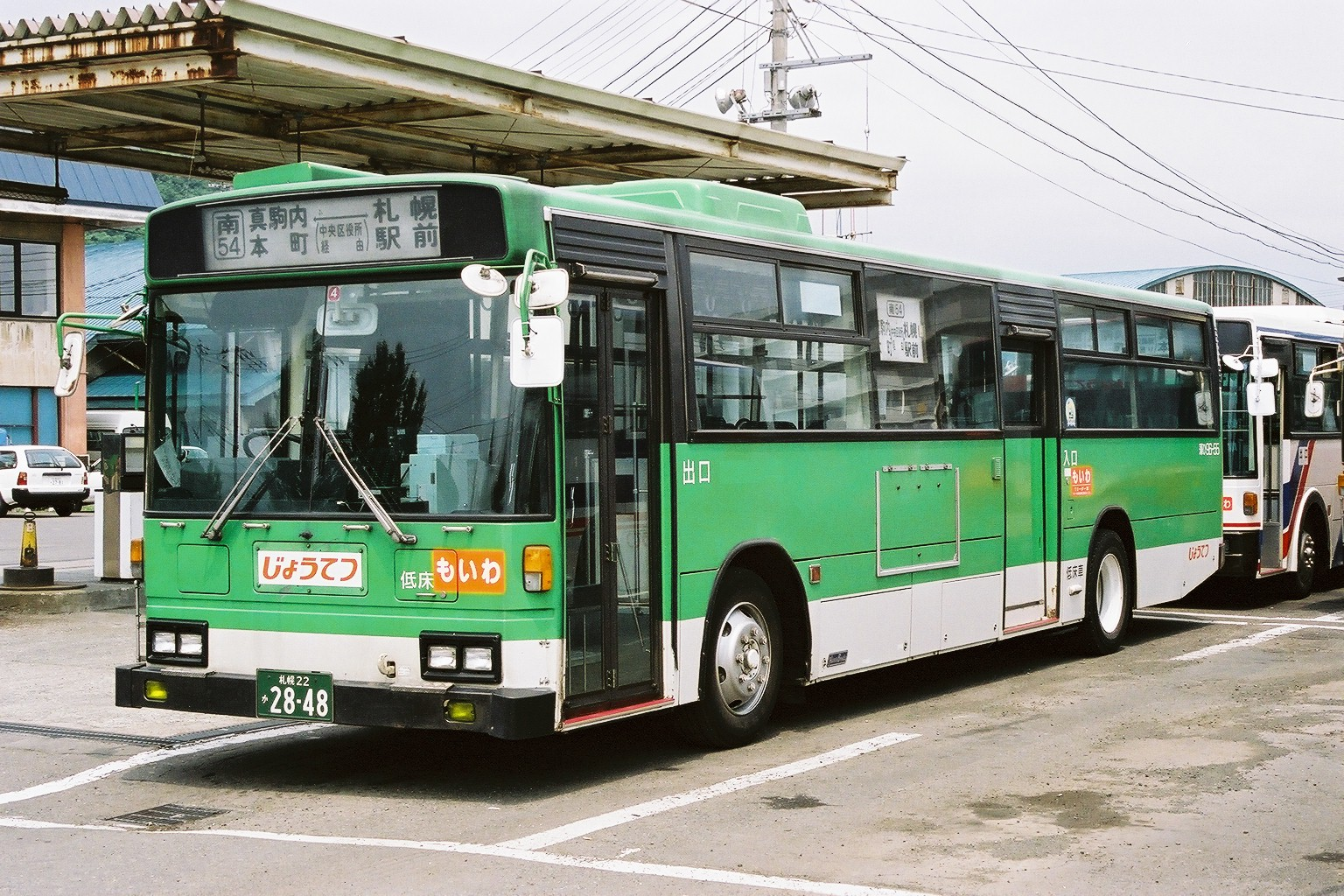
札幌市営バス塗装のまま運用されるじょうてつへの移管車両（2003年6月）
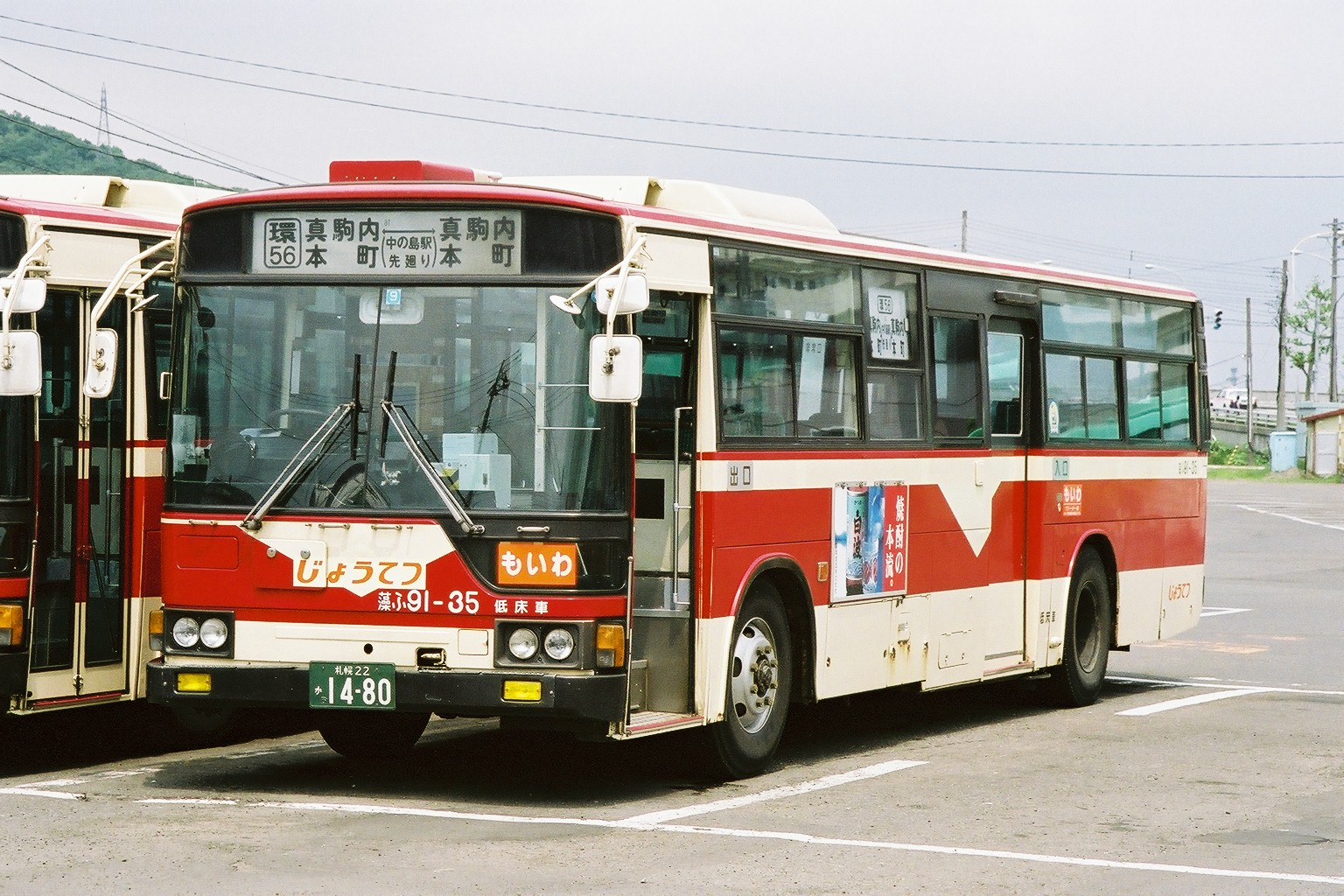
同 旧塗装車（2003年6月）

## 営業所

### 新川自動車営業所
所在地
札幌市北区新川745-1
沿革
- 1953年（昭和28年）11月30日 - 北光自動車車庫を開設。所在地は札幌市東区北22条東1丁目1。
- 1977年（昭和52年）11月 - 東自動車営業所の開設に伴い、東区内の多くを同営業所に移譲。
- 1982年（昭和57年）6月25日 - 現在の篠路線（麻27）と新琴似6条線（麻06）に相当する路線を北海道中央バス札幌北営業所に移譲。
- 1998年（平成10年）4月1日 - 北光自動車営業所を移転し、新川自動車営業所に改称。これに伴い、従来は東自動車営業所と北光自動車営業所の共同管轄だった元町線（東70）が東自動車営業所へ完全移管された。
- 2000年（平成12年）4月1日 - 北光線（東17）・北光美香保線（18）・栄町線（87）を北海道中央バス札幌北営業所に移譲。
- 2004年（平成16年）4月1日 - 北海道中央バスに移譲され[資料 1]、同社新川営業所が発足。

2004年（平成16年）4月1日に北海道中央バスへ譲渡された路線（6路線）
- 工業団地線
- 新川発寒線
- 北桑園線
- 新道西線
- 新川線
- 新琴似2条線

### 東自動車営業所
所在地
札幌市東区東苗穂2条2丁目3-1
沿革
- 1977年（昭和52年）11月10日 - 東自動車営業所開設。北光・白石両営業所の東区運行路線を分立。
- 1988年（昭和63年）12月2日 - 東16丁目線（東62）を北海道中央バス札幌北営業所に移譲。
- 1998年（平成10年）3月31日 - 貸切事業廃止。
- 1998年（平成10年）4月1日 - 北光自動車営業所の新川自動車営業所への移転・改称に伴い、従来は東自動車営業所と北光自動車営業所の共同管轄だった元町線（東70）が東自動車営業所へ完全移管された。
- 2004年（平成16年）4月1日 - 北海道中央バスに移譲され[資料 1][新聞 4][新聞 5]、同社札幌東営業所が発足。

2004年（平成16年）4月1日に北海道中央バスへ譲渡された路線（12路線）
- 苗穂線
- 札苗線
- 丘珠線
- 本町線
- 苗穂北口線
- 伏古線
- 伏古札苗線
- 北札苗線
- 元町線
- 丘珠北34条線
- 札幌新道線
- ファクトリー線

### 琴似自動車営業所
所在地
札幌市西区二十四軒2条7丁目1-21
沿革
- 2000年（平成12年）4月1日 - 発寒線（西45・西75）[注釈 1]をジェイ・アール北海道バス手稲営業所に移譲。
- 2003年（平成15年）4月1日 - ジェイ・アール北海道バスに譲渡され、同社琴似営業所が発足[資料 1][新聞 1][新聞 2]。

2003年（平成15年）4月1日にジェイ・アール北海道バスへ譲渡された路線（20路線）
- 山の手環状線
- 西25丁目線
- 荒井山線
- ロープウェイ線
- 旭山公園線
- 動物園線
- 山の手線
- 琴似西野線
- 琴似発寒線
- 北24条線
- 桑園発寒線
- 山鼻環状線
- 西野福井線
- 西野平和線
- 西野第二線
- 啓明線
- 北5条線
- 北7条線
- 新琴似線
- 工業団地線〈学生増発便のみ〉

### 藻岩自動車営業所
所在地
札幌市南区真駒内本町4丁目1-1
沿革
- 2000年（平成12年）4月1日 - 滝野線を北海道中央バス西岡営業所に、藻岩線（8系統[注釈 2]。札幌駅前・豊水すすきの駅前 - 硬石山間）・定山渓線（南93系統[注釈 3]。真駒内駅前 - 定山渓間）をじょうてつ自動車事業部川沿営業所に移譲。
- 2003年（平成15年）4月1日 - じょうてつに譲渡され、同社自動車事業部藻岩営業所が発足[資料 1][新聞 3]。

2003年（平成15年）4月1日にじょうてつへ譲渡された路線（9路線）
- 真駒内線
- 平岸線
- 中の島線
- 中の沢線
- 藤野線
- 藻岩線
- 南沢線
- 北の沢線
- 藻岩山手線

### 白石自動車営業所
- 所在地：札幌市白石区川北2254-7

- 1960年（昭和35年）12月3日 - 札幌市交通局白石営業所として、札幌市白石町本通16丁目南（現在JICA札幌国際センターなどがある位置）に開設。
- 1993年（平成5年）12月20日 - 現在地に移転。
- 2000年（平成12年）4月1日 - 北都線（白25）・白石平岸線（白30）を北海道中央バス平岡営業所に[注釈 4]、米里線（バスセンター、菊水駅前発着系統）をジェイ・アール北海道バス厚別営業所に移譲。
- 2001年（平成13年）4月1日 - 北海道中央バスに譲渡され、同社白石営業所が発足。

### 白石自動車営業所 厚別支所
- 所在地：札幌市厚別区厚別東5条1丁目

- 1986年（昭和61年） - 開設。
- 2001年（平成13年）4月1日 - 廃止。

## 廃止に伴う乗務員の失業問題
札幌市営バスの乗務員は、事業末期の2002年度（平成14年度）で641名（うち嘱託・臨時職員351名）が在籍していた。長年採用が抑制されていた正職員については、その多くが定年退職を迎える時期に合わせて事業廃止を行う計画としており、定年者以外の職員は、地下鉄部門や市の一般会計部門に異動することとされた。嘱託職員・臨時職員については、事業廃止・移管計画において、移管先民営事業者に雇用継続の配慮を求めることとしていたものの、義務付けはできず、実際には、移管先3社中2社は配慮をしないばかりか嘱託経験者には受験資格を与えない差別的取扱いまで行った。このため、最終期の運行を担った多くの嘱託職員が、その重要な職責にもかかわらず事業移管・廃止後直ちに失職に陥るという事態を生じた。
2003年4月の事業移管においては、移管先2社のうちじょうてつは、市営バス嘱託乗務員85名と整備員5名を採用し（移管後の藻岩営業所の乗務員は114名体制）、車両数で2倍近い規模に急拡大した事業の体制確立を図った。これに対し、いま一社のジェイ・アール北海道バスは、約200名の所要乗務員に市営バス嘱託乗務員は一切採用せず、同社臨時社員採用予定者で路線教習を兼ねて市営バス臨時職員に採用されていた者の入社を認めたのみだった。この結果、移管後の琴似営業所の乗務員の過半を管轄路線の乗務経験のない者が占めることとなり、利用者からの「地下鉄との接続について乗務員が把握していない」等の苦情につながることとなった。
2004年4月の北海道中央バスへの事業移管においては、北海道中央バスは所要240名の乗務員確保につき、「北海道全域を対象に募集をかけている」と称していたものの、実際は市営バス嘱託乗務員は対象から除外し、受験資格すら与えなかった。このため市営バス事業の最末期に在籍していた嘱託乗務員は、廃止間近で営業所から転出者が相次ぎ、人手不足の中での連続勤務などの過酷な勤務環境で運行を支える重責を果たしたにもかかわらず、多くが4月1日から失職に至るという事態に陥った。
このような事態に対し、バス専門誌『バスラマ・インターナショナル』編集長の和田由貴夫は、同誌No.83(vol.15 No.3)において「本当に最後まで運行を支えた人が、職場を失うという事実は感傷を抜きにしてもやりきれない思いがする」と記し、救済を訴えている。

## 車両
時期により多少の差はあるが、リアエンジン・アンダーフロアエンジン化以降はトヨタを除く4社から購入している。戦後はいすゞが多数派となったが、UDエンジンの商品化以降民生・日デがシェアを伸ばし、年度によってはいすゞ車を超えることも多かった。初期のリアエンジン、アンダーフロアエンジン車は営業所ごとに集中配置され、北光はいすゞと民生・日デ、琴似はふそうと日野、白石は日野と民生・日デ、藻岩は長年にわたり民生・日デが主体など、偏りが見られた。日野、ふそうの導入が増えるのは1970年代中頃、営業所毎の差が無くなるのはそれ以降である。
1960年代中頃までの路線車は短尺車が多く導入されていたが、1964年（昭和39年）頃からラッシュ対策と1972年（昭和47年）2月開催の札幌オリンピックに備え、4つ折中扉・11m級の長尺車を導入。メーカーは日野を除いた3社（トヨタはすでに候補に入っていない）で、以後、オリンピック直前までこのタイプのみが大量に増備される。また、1965年（昭和40年）頃からロングシートに替わる前向きシートと、燃焼式ヒーター（ミクニや五光製のベバスト = Webastoのライセンス品）の本格導入が始まっているが、気候を考慮し、2組装備されていた。温風の風洞は室内床の右隅にあり、運転席から最後部まで通っていたが、ロングシート車はシートクッションと干渉するためホイールハウス（タイヤハウス）上を通すことができず、内側（床中央寄り）に大きく貼り出す格好で迂回させていた。オリンピック輸送が一段落すると、これらの車は前扉を増設され、ワンマンカーへと改造されている。
路線車のシート表皮は、古い順から、ライトグリーンのビニール、1963年（昭和38年）頃にグレー（石模様）のビニール、1968年（昭和43年）頃にはグリーンのモケットとかわっている。
1972年（昭和47年）の定鉄バスの経営改善策を受けて市が譲受した車両はワンマン仕様が多かったが、市営転籍後は中扉のみを使ったツーマン（車掌乗務）運行が多かった。転籍車は方向幕や運賃表示器、降車灯など、接客関係の仕様の相違をはじめ、日野車の一部にはシフトパターンが異なるものもあった。

### セミステンレスカー
1950年代末から1960年代にかけての札幌市交通局は、後にゴムタイヤ式地下鉄の生みの親となる名物局長（交通事業管理者）、大刀豊（だいとうゆたか）の大刀イズムが目立つ。後に「札幌スタイル」と呼ばれることとなる同時期のスマートな市電、世界的にも稀な路面電車型の気動車（D1000形を嚆矢とするグループ）、試行錯誤を繰り返して完成したパッセンジャーフローシステムの「連結車」、そしてゴムタイヤ式高速電車の試作（後の同市営地下鉄）に至るまで、同局の独自性を存分にアピールしていた時期でもあった。
その中にあっても1959年（昭和33年）4月から導入が始まったセミステンレスボディーの観光バス、寝台バスは、とにかく異彩を放つ存在であった。
セミステンレスバスは、グレイハウンドなど、アメリカの長距離バスではおなじみのものであったが、日本では、その硬く伸びにくい特性ゆえ、加工性が悪いことや、耐用年数の面でも過剰品質であることなど、否定的な見方が大勢を占めていた。しかし、錆や塗装の補修がいらないというメリット以上に、見る者に与えるインパクトは非常に大きく、「新しさ」の表現には打って付けであった。これらはエアサスペンション、カーラジオ、メトロ窓、屋根肩のサンルーフなど、最新の装備を備えていた一方、車体外板に入ったプレスによるリブ（コルゲートとは外観が異なる）が目立つ以外は普通鋼の車体と変わらず、構造もモノコック式であり、際立つ外観とは異なり非常に保守的である。
ボディメーカーは川崎航空機、シャシメーカーはトヨタとふそうを除いた3社で、民生車は「しらかば」と「だけかんば」、いすゞ車は「はるにれ」と「すずかけ」、日野車は「はまなす」と「こぶし」など、北海道らしい愛称がそれぞれ付けられていた。

### 寝台バス
1960年（昭和35年）8月20日、日本のバスでは唯一となる寝台車が交通局に登場する。
札幌と函館、網走、稚内の各都市間の距離は約300 - 330 km、釧路にいたっては410 kmであり、高速道路のなかった時代、移動には長い時間を要していた。高度経済成長による観光ブームの到来で、近い将来、長距離移動に適したバスが必要になると読んだ同局は、寝台バスの試験導入に至った。
車体構造は、当時、同局が導入していたデラックス観光バスと同様、モノコック構造のセミステンレスカーで、リアエンジン方式であった。北海道にちなんだ愛称を与えられていた他のセミステンレスカーに揃え、「ゆーから」と名づけられた。
車内のレイアウトは定員47名で折り畳み座席と20人用の3段ベッドを切り替えられる形とし、国鉄の寝台客車のB寝台車に近く、進行方向に対して横向きに3段寝台を設置して補助席スペース込みの通路を右端に寄せる形で前後方向に置き、車内後部にはサロン・寝台兼用のリクライニングシート4席に加え、100L入りの水タンクや流しつき調理台・プロパンガスレンジ・コーヒーセット・調理用具・55名分の食器といった簡便な炊事設備を設けていた。冷涼な土地柄から冷房装置はない。またトイレもなく、駅やドライブインの利用を想定していた。
一般の車両に比べ全高と重心がやや高く、転倒角度試験に合格できなかったこともあり（資料求む）、法規上も本格的な寝台を持つバスは認められなくなり、計画自体が中止に追い込まれた。70年代初頭に廃車された後は、当別町の幼稚園へ譲渡されしばらくの間展示されていた。ふそう製シャーシは空気ばね・重ね板ばね共に、他社に比べロールスピードが速い傾向にあったことも事実であるが、この時代のエアサスペンションは車高調整機能は持つものの、現在のような高度な姿勢制御は不可能であり、柔らかさ重視の設定のためリーフ式サスペンション以下の耐ロール剛性であったことも一因である。
当時、同局ではトヨタを除く大手4社（民生デイゼル、いすゞ、日野、ふそう）の車両を導入していたが、この寝台バスはふそう製のみであり、一方、一般的なロマンスシートのセミステンレスカーにはふそう製のみがなかった。
日本においては本格的な寝台を持つバスは認められていないが、外国では広大な国土を持つ中国で多くの寝台バスが運行されているほか、アメリカでもカリフォルニア州のサンフランシスコ - ロサンゼルス間を結ぶ寝台バス「スリープバス」が運行されている。

### 塗色
車体色は、戦後、橙色と群青色に白帯を配した塗色となり、その後、リアエンジン車の導入を機に右上の写真のようなクリームと赤となり、従来車も塗り替えられた。塗分けは、クリームの地色に、胴回りが赤のV字形金太郎塗りで、そのほか前頭部に赤、窓下と屋根肩に赤の細線が加わる。金太郎パターンは4面共にあるが、前面と乗降扉側（左側面）の切り欠きに市章が入る。1950年代にはコーチビルダーの都合で、地色のクリームが民生・富士重車が黄褐色、いすゞ・川崎車が白と、不ぞろいな時期もある。1963年（昭和38年）頃の導入車から塗色が揃えられた。
交通局では雇用の確保を重視し、当初ワンマンカーの導入には消極的であった。そのため、車掌が改札を行う中扉車ばかりのなかにあって、「前のり・先払い」方式のワンマンカーの乗車誘導を行う必要から、胴回りの赤の縁に識別用の細い白帯が入れられている。後年のワンマンカーは整理券を導入した「中乗り・後払い」方式となり、この識別帯も無い。
1965年（昭和40年）に西野、平和、福井方面行をカバーする「西野第二線」、翌年には旧小別沢トンネルを越えて啓明ターミナルとの間を結ぶ「円山西町線」が開設されるが、いずれも山間部の閑散かつ狭隘路線であったことから、テストケースとしてマイクロバス（三菱ローザ）が導入された。これらは大型車と同様のクリームと赤の塗装とされ、ワンマンカーではあったが、乗降口が1箇所しか無いことと、マイクロバス専用路線のみの運用であったことから、ワンマン識別用の白帯は入れられていない。現在、交通資料館に、ハイルーフとなった増備車が当時の姿で保存されている。
観光車も路線車と同様の塗色であるが、中扉の路線兼用車のみは、胴回りの赤部分に小田急バスのようにクリーム色の細帯が3本入るほか、セミステンレスカーは前頭部と屋根肩の細帯のみに色が入るが、色は赤ではなく朱色となっている。
定鉄からの移籍車は経年車ばかりであったため、全塗装は行われず、定鉄時代の塗色（白地に胴回りスカーレット3本帯など）を生かして塗り重ねられており、市営オリジナル車とは色調やパターンが異なる。
1975年（昭和50年）4月に登場した「環100」都心循環線用車両では、地下鉄連絡のアピールのため一転して市営地下鉄に倣った緑系の塗色を採用し、ミニバス（日野・レインボー）は地下鉄6000形に準じたクリームの地に、ライトグリーンの斜めゼブラ塗り、中型バス（日デ・日野）は後の地下鉄3000形を先取りしたようなグリーンのツートーンとなっている。
1990年代中頃から、札幌市交通局のCI活動として市電とともに、車体裾のみ白、他はエメラルドグリーンの「STカラー」に再度変更されている。
地下鉄南北線・自衛隊前駅に併設される市の交通資料館には、市電に加え、大型一般車3色のほか、初期のマイクロバスなどが保存・展示されている。以前展示されていたセミステンレス観光車の「すずかけ」は、市営バス廃止に伴う展示車の追加により撤去された。
他社譲渡後はそれぞれの会社の塗装に順次変更されたが、2003年（平成15年）10月時点でジェイ・アール北海道バスに譲渡された車輌のうち廃車間際の数台のみ市営バス塗装のまま残存していた。

### 車番
「所属営業所 + シャシメーカー + シャシメーカーごとの通し番号」の構成となっている。1950年代末にはナンバープレートの下二桁を車番とした例もある。
1980年（昭和55年）度の導入車から、「所属営業所 + 西暦の下二桁 + シャシメーカーごとの通し番号」へ変更された。これに伴う従来車の改番はない。
旧表記
| 白         | い       | - | 238  |
| ---------- | -------- | - | ---- |
| 所属営業所 | メーカー |   | 通番 |

※この車の登録番号は「札22 あ 12-30」
- 所属営業所
東…東自動車営業所
藻…藻岩自動車営業所
琴…琴似自動車営業所
北…北光自動車営業所
白…白石自動車営業所
観…観光自動車営業所
- メーカー
い…いすゞ
み…民生デイゼル（1946年 - 1960年）
に…民生デイゼル（1960年以前導入の車をシール貼り付けで表記変更） / 日産ディーゼル（当時、現「UDトラックス」）
ひ…日野
ふ…三菱
  - 中型バス
M… - 環100 都心環状線用の日デ・RM90など（観光営業所）。
  - マイクロバス
M… - 琴似営業所の円山北町、盤渓（ばんけい）線用。三菱ローザのみ。
S… - 環100 都心環状線（1975年4月 - 1976年）用。日野レインボー320Tのみ（観光営業所：札22 い ・・・6 = S-1ほか）。
- 通番
  - 全営業所通しの連番（1979年までは、百番台のみ年度別。例：北ひ-423の4の部分。）

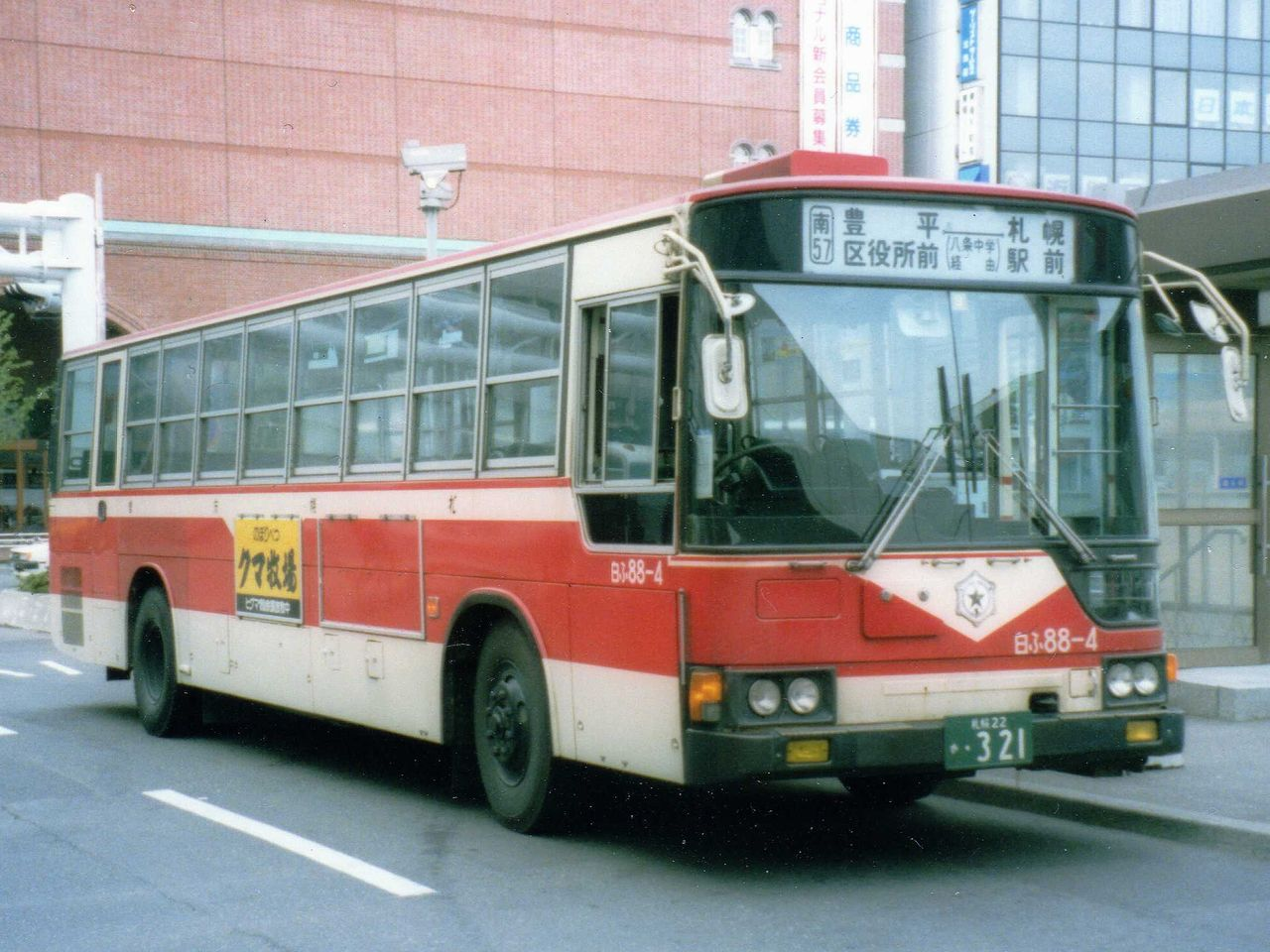
白ふ88-4号車

1980年度以降
| 白         | ふ       | 88       | - | 4    |
| ---------- | -------- | -------- | - | ---- |
| 所属営業所 | メーカー | 導入年度 |   | 通番 |

- 所属営業所
藻…藻岩自動車営業所
琴…琴似自動車営業所
東…東自動車営業所
北…北光自動車営業所
新…新川自動車営業所
白…白石自動車営業所
厚…白石自動車営業所厚別支所
観…観光自動車営業所
- メーカー
い…いすゞ
に…日産ディーゼル（当時、現「UDトラックス」）
ひ…日野
ふ…三菱
- 導入年度
  - 西暦の下2桁
- 通番
  - 全営業所通しの連番

上記の法則により、「白ふ88-4」は、1988年度に導入された4号車で白石自動車営業所に所属する三菱車ということになる。
また、中型バスはメーカー名の項目を「M」、ファクトリー線専用車両を「F」とする規定が加わった。
なお、異動により所属営業所が変更される場合は、所属営業所の上に異動先営業所名を記したシールが貼られていた。その他の項目は変わらない。